# دان نيلسون
دان نيلسون (بالإنجليزية: Dan Nelson)‏ هو مغن مؤلف أمريكي، ولد في 21 يونيو 1976 في كوينز في الولايات المتحدة.

## وصلات خارجية
- دان نيلسون على موقع IMDb (الإنجليزية)
- دان نيلسون على موقع ميوزك برينز (الإنجليزية)
- دان نيلسون على موقع أول ميوزيك (الإنجليزية)